# Miklavž na Dravskem Polju
Miklavž na Dravskem Polju là một khu tự quản (tiếng Slovenia: občine, số ít – občina) trong vùng Podravska của Slovenia. Miklavž na Dravskem Polju có diện tích 12.5 km2, dân số là theo điều tra ngày 31 tháng 3 năm 2002 là 5915 người. Thủ phủ khu tự quản Miklavž na Dravskem Polju đóng tại Miklavž na Dravskem polju.